# Yvonne Craig
Yvonne Joyce Craig (ur. 16 maja 1937 w Taylorville, zm. 17 sierpnia 2015 w Pacific Palisades) – amerykańska aktorka i tancerka baletowa.

## Życiorys
Uczęszczała do szkoły baletowej, a potem rozpoczęła karierę aktorską.Zagrała w dwóch filmach Co się zdarzyło na Targach Światowych i Kochający się kuzyni wraz z Elvisem Presleyem, a także w wielu serialach Batman, The Man From U.N.C.L.E, Star Trek, Starsky i Hutch, Kojak, The Mod Squad, Fantasy Island, The Many Lives of Dobie Gillis. Była autorką książki From Ballet to the Batcave and Beyond. Zmarła na raka piersi.